# Corazón partido
Corazón partido es una telenovela mexicana producida por Argos Comunicación y Telemundo. Contó con 90 capítulos, emitida entre 2005 y 2006, escrita por Pablo Illanes.
Está protagonizada por Danna García y José Ángel Llamas,  con las participaciones antagónicas de Saby Kamalich, Ximena Rubio, Kothan, Enrique Singer, Carlos de la Mota y Juan Carlos Barreto y cuenta con las actuaciones estelares de Anna Ciocchetti, Carlos Torres Torrija quién después fue reemplazado por Julio Bracho, Evangelina Martínez, Alejandro Calva, Luis Gerardo Méndez, Karina Mora, Alejandra Lazcano, Eduardo Victoria y la presentación del niño Sergio Adriano Ortiz Garda.

## Trama
Aura se quedó embarazada con solo 16 años, sin saber si el bebé era de su novio, Germán, o del hermano de este, Sergio, que abusó sexualmente de ella.
Para evitar el escándalo, su abuela, Doña Virginia, la encerró en una hacienda en el campo. Al enterarse, su abuelo fue con Ignacio, el hermano pequeño de Aura, a liberarla. Pero en la huida sufrieron un accidente, a raíz del cual el anciano murió y su nieto se quedó paralítico. Aura fue devuelta a la hacienda, donde se puso de parto.
Doña Virginia, culpando a su nieta de la muerte de su marido, decide vengarse de ella quitándole a su bebé y dándolo en adopción. Durante muchos años, Aura ha tratado de olvidar aquello, pero ya no está dispuesta a seguir haciéndolo. Así, decide regresar a México para hacer justicia y recuperar a su hijo. El destino le jugará una mala pasada cuando se enamore de Adrián, el hombre que adoptó a su bebé, le puso de nombre Esteban y lo crio junto a Nelly, su esposa, de la que va a separarse.
En un principio, Adrián ayudará a Aura a buscar a su pequeño, pero en cuanto descubra que este no es otro que Esteban, se enfrentará a ella con uñas y dientes.

## Elenco
- Danna García - Aura Echarri Medina
- José Ángel Llamas - Adrián Rincón
- Ximena Rubio - Nelly Zambrano
- Khotan Fernández - Sergio Garza
- Carlos de la Mota - Germán Garza
- Saby Kamalich - Virginia Graham
- Anna Ciocchetti - Fernanda Medina
- Alejandro Calva - Ramón Cadena 'El Tanque'
- Carlos Torres Torrija - César Echarri #1
- Julio Bracho - César Echarri #2
- Enrique Singer - Rogelio Garza
- Alejandra Lazcano - Claudia
- Ángeles Marín - Ernestina de Zambrano
- Evangelina Martínez - Consuelo 'Chelo' Delgado
- Giovan D'Angelo - Nelson
- Gizeth Galatea - Rocío
- Juan Carlos Barreto - Erasmo
- Juan Luis Orendain - Gregorio
- Karina Mora - Alejandra
- Luis Gerardo Méndez - Ignacio
- Paco Mauri - Amador
- Patricia Marrerro - Filomena
- Tony Helling - Bethina
- Eduardo Victoria - Julio Garinca
- Sergio Adriano Ortiz Garda - Esteban
- Alejandro Felipe Flores - Pikin

## Versiones
- Destinos cruzados (2004), una producción de TVN, fue protagonizada por Aline Küppenheim y Álvaro Rudolphy.